# Державний академічний великий театр імені Алішера Навої
Державний академічний великий театр імені Алішера Навої (ДАВТ ім. Навої; Театр опери та балету імені Навої узб. Navoi Opera va Balet Teatri) — оперний театр у столиці Узбекистану місті Ташкенті, головна музична сцена країни; найбільша у Центральній Азії і єдина в Узбекистані опера. 
Театр носить ім'я великого узбецького поета Алішера Навої.
Велична будівля театру є однією з «візитівок»-символів сучасного Ташкента. Від дня свого відкриття (листопад 1947 року) Ташкентська опера є не лише театральною сценою та осередком театрального життя держави, але й місцем проведення урочистих подій Республіки. Ця традиція підтримується і в теперішній час, чимало іноземних представництв, провідних зірок мистецтва, естради вважають за честь виступати та проводити свої заходи на сцені ДАВТ ім. Навої.

## Загальні дані
Державний академічний великий театр імені Алішера Навої міститься в спеціально зведеній розкішній будівлі на одному з ошатніших майданів Ташкента — Театральному, і розташований за адресою:
вул. Ататюрка, буд. 28, м. Ташкент—700029, Узбекистан.
Глядацька зала, розрахована на 1500 місць, має чудову акустику. 
Творчий колектив театру складається з 600 осіб.
Директор закладу (станом на літо 2008 року) — Бахтіяр Рахімович Якубов.

## Унікальна будівля театру
У період свого створення і становлення як професіонального театрального закладу, колектив Узбецького музичного театру не мав свого театрального приміщення. Національна архітектура тоді не мала досвіду будівництва великих світських громадських будівель. У єдиній, зведеній на початку XX століття будівлі для видовищ — приміщенні колишнього театру «Колізей» у 1930-х роках працювали 2 трупи російського та узбецького музичних театрів. Вистави давали день через день, але попри реконструкцію сцени та приміщення, зала аж ніяк не відповідала вимогам постановок великих класичних і національних спектаклів. Урядом Узбецької РСР було ухвалено рішення про будівництво нового театрального приміщення, що врахувало б потреби тодішнього національного культурного підйому. Для новобудови обрали місце у ташкентському середмісті, на якому від кінця XIX століття вирував недільний базар. 
Було оголошено Державний конкурс на створення проекту театру, причому з публікаціями у пресі та загальним обговоренням. За результатами конкурсу переміг проект академіка архітектури О. В. Щусєва, який визнали як найбільш пристосованим до функціональних потреб приміщення, так і таким, що враховує національні мистецькі традиції Узбекистану. У 1939 році розпочалось будівництво. 1942 року будівельні роботи перервали в зв'язку з труднощами воєнного часу. У 1944 будівництво відновили. У листопаді наступного (1945) року до Ташкента були депортовані японські військовополонені з Квантунської армії, і вони взяли участь у завершальному етапі будівельних робіт. У оформленні та оздобленні приміщення велику майстерність проявили народні художники Узбекистану Уста Ширін Мурадов, А. Худайбергенов, Х. Болтаєв та інші. 
У зовнішньому виді Ташкентської опери поєднуються конструктивні особливості класичної театральної споруди і традиції східного зодчества. Так, величезні, незначно загострені арки головного входу підтримуються масивними устоями і нагадують своїми обрисами затінені айвани середньоазійських медресе. Високий портал зі сталактитовим карнизом завершують баштки, подібні на ті, що вінчають бухарські мінарети. Розмаїття архітектурних об'ємів, гра світла і тіні у лоджіях, перекритих глибокими арковими галереями і декоративний ефект різьблення по полірованому газганському мармуру на тлі цегляної кладки стін створюють неповторимий архітектурний образ. За задумом автора проекту кожне бічне фоє (з 6) повинно було мати характер архітектурного декору, притаманного тій чи іншій області Узбекистану. Таким чином, неповторними є Ташкентська, Бухарська, Хорезмська, Самаркандська, Ферганська і Термезька зали театру. 
По закінченні будівництва театру за пропозицією академіка О. В. Щусєва був поставлений фонтан перед його порталом, що завершило створення архітектурного ансамблю Ташкентської опери, і який став справжньою окрасою узбецької столиці.

## З історії та сьогодення театру
Історія ташкентського оперного театру пов'язана зі створенням у 1926 році національно-етнографічного ансамблю М. Кари-Якубова. Після успіху перших музично-драматичних постановок він отримав статус Узбецького державного театру. У трупу прийшли професіональні вокалісти та актори. Відтак, 1939 року після прем'єри першої національної опери «Буран» на музику молодих узбецьких композиторів М. Ашрафі та С. Василенка, була створена Узбецька опера. 
Тоді ж починається масштабне будівництво споруди оперного театру в Ташкенті, що гостинно відкрив свої різьблені двері для публіки 1947 року (див. тут). Одночасно з цим (1947 рік) театр об'єднався з трупою ташкентського Російського Оперного театру. 
Від 1948 року Ташкентському оперному театру присвоєно ім'я великого узбецького поета Алішера Навої, і заклад дістав офіційну назву — Державний театр опери і балету ім. А. Навої. 
Для успішного розвитку оперного та балетного мистецтва у 1959 році театрові присвоїли статус академічного.
У 1966 році Ташкентський оперний театр став Великим театром (першим і єдиним у Середній Азії). 
Розвиткові театру сприяли композитори М. А. Ашрафі, Т. С. Садиков, С. О. Юдаков; диригенти Н. А. Гольдман, Б. А. Іноятов, Ф. Шамсуддінов, Д. Абдурахманова; режисери З. Кабулов, С. У. Мухамедов, М. Мухамедов, М. Таджи-заде (Таджиєв), Г. М. Геловані; балетмейстери Усто Алім Камілов, Тамара Ханум (Петросян); співаки Н. Ахмедова, М. Карі-Якубов, Х. Насирова, Н. Хашимов, С. Кабулова, С. Беньямінов, К. Закіров, Д. Нізамходжаєв, Р. Юсупова, Е. Юлдашев, С. Ярашев; солісти балету Г. Ізмайлова, Б. Карієва, М. Тургунбаєва, Х. Камілова, К. Юсупова, Р. Тангурієв, С. Тангурієва, Г. Хамраєва та інші. 
На сцені Державного академічного великого театру імені Алішера Навої виступали З. Соткілава, О. Образцова, К. Максимова, В. Васильєв, М. Лієпа, Ю. Башмет та інші майстри світового рівня, а Майя Плісецька вперше брала участь у балеті «Анна Кареніна» са́ме тут.
У навідповідальніші і найскладніші роки після злобуття Узбекистаном незалежності (1990-ті) Державний академічний великий театр імені Алішера Навої очолювала відома балерина, професор хореографії, народна артистка СРСР, лауреат Державної премії СРСР, Голова Спілки театральних діячів Узбекистану Бернара Рахімівна Карієва. Тоді на тлі економічних труднощів на пострадянському просторі, залишенні трупи багатьма артистами, також лунали закиди про чужу природу опери та балету традиційному узбецькому мистецтву, але видатному театральному діячеві вдалося не лише вистояти колектив, а й розвинути традиції й осучаснити Ташкентську оперу.

## З репертуару та діяльності
За час існування Державний академічний великий театр імені Алішера Навої дав понад 400 прем'єрні постановки. Високий виконавський рівень співаків та артистів балету Ташкентського оперного театру дозволяв і дозволяє ставити опери і балети зі світового мистецького доробку, в тому числі опери та балети Д. Верді, Ж. Бізе, Дж. Пуччіні, А. Адана, П. Чайковського. Чільне місце у постановках Ташкенсткого оперного театру посідає національна класика цього мистецтва — наприклад, опера «Ділором» М. Ашрафі та балет «Тамиріс» У. Мусаєва. 
У чинному репертуарі Ташкентського оперного театру (2008) понад 48 спектаклів, в тому числі 14 нових (з'явились від 2002 року). Серед вистав — «Сільська честь» Масканьї, «Севільський цирюльник» Россіні, «Напій кохання» Г. Доніцетті, балети «Хумо» (володар Державної премії Узбекистану), «Тамиріс» Улугбека Мусаєва, «Лебедине озеро» Петра Чайковського.
Державний академічний великий театр імені Алішера Навої бере участь у різноманітних міжнародних проектах і конкурсах, співробітничає з Посольствами і дипломатичними представництвами зарубіжних країн, акредитованими в Узбекистані, численними партнерськими мистецькими колективами, установами та агенціями, як узбецькими, так і закордонними.
Сцену театру імені Алішера Навої часто надають для гастролей зарубіжних артистів, проведення різноманітних культурних і урочистих заходів, зокрема з нагоди державних свят Узбекистану. Театр неодноразово відвідували перші особи зарубіжних держав, президенти і прем'єр-міністри.

## Виноски
1. ↑  Великий Театр Опери і Балету імені Алішера Навої [Архівовано 2 червня 2019 у Wayback Machine.] // Театри Узбекистану [Архівовано 3 січня 2010 у Wayback Machine.] на www.orexca.com («Орієнтал експрес Центральна Азія», вебресурс, присвячений мандрівкам та туризму до Центральної Азії) [Архівовано 7 січня 2010 у Wayback Machine.] (англ.) (рос.)
2. ↑  Театр опери і балету імені Алішера Навої на www.sairamtour.com [Архівовано 20 липня 2008 у Wayback Machine.] (рос.)
3. ↑  Юлдашбаєва Г. А. Узбецький театр опери і балету в БСЭ (Велика Радянська Енциклопедія) [Архівовано 9 січня 2009 у Wayback Machine.] (рос.)
4. ↑  Великий академічний театр ім. Алішера Навої на www.centralasia-travel.com [Архівовано 10 січня 2012 у Wayback Machine.] (рос.)
5. ↑  Єгоров Юрій Балет любить працю. Голова Спілки театральних діячів Узбекистану не збирається покидати сцену [Архівовано 10 березня 2005 у Wayback Machine.] // «Незавісімая ґазєта» (м. Москва) за 27 вересня 2000 року (рос.)
6. ↑  Еналіда Тян Директор і людина театру (інтерв'ю з Б. Р. Якубовим) [Архівовано 7 вересня 2009 у Wayback Machine.] // часопис «Экономическое обозрение» (м. Ташкент) [Архівовано 26 липня 2010 у Wayback Machine.] № 8 за 2008 рік (рос.)